# Agave decipiens
Agave decipiens ist eine Pflanzenart aus der Gattung der Agaven (Agave). Ein englischer Trivialname ist „Florida Agave“.

## Beschreibung
Agave decipiens wächst einzeln und formt einen Stamm von 1 bis 3 m. Sie bildet Ausläufer. Die variablen, schmalen, fleischigen, lanzettförmigen grünen Blätter sind 75 bis 100 cm lang und 7 bis 10 cm breit. Die Blattränder sind gezahnt. Der dunkelbraune Enddorn ist 1 bis 2 cm lang.
Der rispige Blütenstand wird 3 bis 5 m hoch. Die grünen bis gelben Blüten sind 60 bis 80 mm lang und erscheinen im oberen Bereich des Blütenstandes und reichen bis zur Spitze, an unregelmäßig angeordneten Verzweigungen. Oftmals bilden sich Bulbillen. Die trichterige Blütenröhre ist 11 bis 13 mm lang.
Die elliptische bis längliche dreikammerige Kapselfrüchte sind 35 bis 50 mm lang.
Die Blütezeit reicht von Juni bis Juli.
Die Chromosomenzahl beträgt 2n = 180.

## Systematik und Verbreitung
Agave decipiens wächst in Florida in den Vereinigten Staaten in küstennahen Regionen und in Mexiko im Bundesstaat Yucatan.
Die Erstbeschreibung durch John Gilbert Baker ist 1892 veröffentlicht worden. Synonyme sind Agave laxifolia Baker und Agave spiralis Brandegee ex A.Berger.
Agave decipiens ist ein Vertreter der Gruppe Rigidae. Sie ist geographisch isoliert, mit Ausnahme von Agave neclecta. Das von der Halbinsel Yukatan stammende Material, ist wahrscheinlich aus kultivierter Herkunft. Die Blätter werden in nährstoffreichen Böden bis 2 m lang.
Agave decipiens wird im Botanischen Garten Huntington in San Marino in Kalifornien kultiviert.